# Acantharctia nivea
Acantharctia nivea là một loài bướm đêm thuộc phân họ Arctiinae, họ Erebidae.